# Muhabbat restorani
Muhabbat restorani  es una película de comedia uzbeka de 2019 dirigida por Shoxrux Xamdamov e Ikrom Ali producida por Hikmatilla Ismailov. La película está protagonizada por Shoxrux Xamdamov, Sugʻdiyona Azimova y Shaxzod Sultonov, los ejemplos más brillantes del cine uzbeko. Doston Toʻxtamurov jugó un papel secundario en esta película. Fue después de esta película y las películas "Isnod" que la actriz se dio a conocer en el mundo del cine.

## Trama
El chef Temur Ozi se enamora de la hija del dueño del restaurante donde trabaja, y para conquistarla, renuncia a su orgullo y muestra su amor a la princesa, pero a cambio, el padre de la princesa se opone. Después de un tiempo, Temur compra un restaurante.

## Elenco
- Shoxrux Xamdamov - Temur
- Sugʻdiyona Azimova - Malika
- Shaxzod Sultonov - Shagʻzod
- Doston Toʻxtamurov - Erkin
- Suhrob Kenjaev - Xurshid
- Aziza Akbarova - Zuxra
- Dildora Eshonqulova -?